# Étienne Klein
Étienne Klein (París, 1 de abril de 1958) es un físico y filósofo de la ciencia francés. 

## Biografía
Graduado por la École centrale Paris, obtuvo un DEA en Física teórica y es doctor Ph D. en Filosofía de la ciencia. Posee una Habilitación para supervisar la investigación universitaria (HDR).

## Trayectoria
Étienne Klein fue director de investigación en el Comisariado de energía atómica y de energías alternativas (CEA). Posteriormente fue jefe del Laboratorio de Investigación sobre Ciencias de la materia (LARSIM), un laboratorio de investigación perteneciente a la CEA y con sede en Saclay, cerca de París. Tomó parte en varios proyectos de investigación, como la adaptación de un método para la separación isotópica que implicaba el uso de láseres o el estudio de un acelerador de partículas con cavidades superconductoras. En el CERN ha participado en el diseño del Gran colisionador de hadrones (LHC).
Ha sido profesor de Mecánica cuántica y Física de partículas en Centrale Paris durante varios años y, actualmente, es profesor de Filosofía de la ciencia. Especialista en la cuestión del tiempo en la física, ha escrito varios ensayos sobre el tema. Es miembro del Conseil d'analyse de la société, del Conseil scientifique de la Cité des Sciences, asesor de la Office parlementaire d'évaluation des choix scientifiques et technologiques (OPECST), de la Academia francesa de Tecnología y del Conseil d'Orientation del Institut Diderot.

## Divulgador
Cada jueves por la mañana presenta en la radio el espacio Le Monde selon Étienne Klein, así como cada sábado por la tarde en el programa Conversación científica, difunde sus ideas en la emisora de radio France Culture.
Étienne Klein práctica montañismo y otros deportes de resistencia.

## Polémica
En diciembre de 2016, la revista Science, una publicación de la Asociación Estadounidense para el Avance de la Ciencia, informó que el popular físico francés Étienne Klein cometió un plagio sobre un trabajo del novelista Stefan Zweig.

## Distinciones
- Orden de las Palmas Académicas
- Premio Jean Perrin de divulgación de la Société française de physique, 1997.
- Premio Grammaticakis-Neumann de la Academia de Ciencias de Francia, 2000.
- Premio Budget de la Académie des sciences morales et politiques, 2000.
- Premio « La science se livre » para su libro Les Tactiques de Chronos, 2003.
- Premio Jean Rostand 2004.
- Premio Thorel para su libro Galilée et les Indiens. Allons-nous liquider la science ?, 2008.
- Caballero de la Legión de Honor, 2010.
- Premio Thorel de la Académie des sciences morales et politiques 2010.

## Filmografía
- Quels temps font-ils ?, coautor con Marc Lachièze-Rey, película dirigida por Hervé Lièvre, 2001